# Амид
Амид в химията се наричат два вида съединения:
- Органичната функционална група, състояща се от карбонилна група (C=O), свързана с азотен атом (N) или съединение, съдържащо тази група или
- определен вид азотен анион.

В първия смисъл амидът е амин, в който един от азотните заместители е ацилна група. Той се представя обобщено с формулата R1(CO)NR2R3, където който и да е от R2 и R3 може да бъде водород. По-точно, амидът може да бъде разглеждан като производен на една карбоксилна киселина, в която хидроксилната група е заменена с амин или амоняк. Съединения, в които един водороден атом, свързан с азотен атом от амоняк или амин е заменен от метален катион, също се наричат амиди или азаниди.
Вторият смисъл на думата „амид“ е амидният анион, който е лишена от един протон форма на амоняка (NH3) или на един амин. Обобщено той се представя с формулата [R1NR2]-, и е много силна основа поради извънредната слабост на амоняка и неговите аналози като киселини по Брьонстед.